# Шаріпов Ісагалі Шаріпович
Ісагалі Шаріпович Шаріпов (15 січня 1905, село Долгоє Астраханської губернії, тепер селище Долгинський Красноярського району Астраханської області, Російська Федерація — 23 лютого 1976, місто Москва) — радянський діяч, голова Президії Верховної ради Казахської РСР, голова Казахської республіканської ради профспілок. Член Бюро ЦК КП Казахстану в 1961—1965 роках. Член Центральної Ревізійної Комісії КПРС у 1961—1966 роках. Депутат Верховної ради Казахської РСР 2—6-го скликань. Депутат Верховної ради СРСР 5—6-го скликань, заступник голови Президії Верховної ради СРСР у 1961—1965 роках.

## Життєпис
Народився в родині рибака. Трудову діяльність розпочав з одинадцятирічного віку.
У 1920—1924 роках — секретар, заступник голови Долгинської сільської ради Астраханської губернії.
У 1924—1925 роках — слухач Астраханської губернської школи радянського і партійного будівництва.
У 1925—1926 роках — завідувач хати-читальні, секретар Долгинського волосного комітету ВЛКСМ Астраханської губернії.
Член ВКП(б) з 1926 року.
У 1926—1928 роках — штатний пропагандист Астраханського губернського комітету ВКП(б).
У 1928—1929 роках — відповідальний секретар казахської секції при Астраханському губернському комітеті ВКП(б).
У 1929—1932 роках — студент Комуністичного університету трудящих Сходу імені Сталіна в Москві.
У 1932—1934 роках — керівник пропагандистської групи ЦК ВЛКСМ радгоспу «Пахта-Арал».
У 1934—1936 роках — завідувач партійного відділення, завідувач кафедри історії ВКП(б) Вищої комуністичної сільськогосподарської школи міста Акмолінська.
У 1936—1937 роках — проректор з навчальної частини Вищої комуністичної сільськогосподарської школи міста Семипалатинська.
У 1937—1938 роках — завідувач відділу пропаганди і агітації Східно-Казахстанського обласного комітету КП(б) Казахстану.
У 1938—1939 роках — голова виконавчого комітету Східно-Казахстанської обласної ради депутатів трудящих.
У січні 1939 — березні 1953 року — заступник голови Ради народних комісарів (Ради міністрів) Казахської РСР
Одночасно у 1941—1945 роках — постійний представник Ради народних комісарів Казахської РСР при Раді народних комісарів СРСР.
У 1953—1954 роках — голова виконавчого комітету Алма-Атинської міської ради депутатів трудящих.
У 1954—1956 роках — голова Казахської республіканської ради профспілок.
У 1956—1959 роках — постійний представник Ради міністрів Казахської РСР при Раді міністрів СРСР.
У 1959 році — заступник постійного представника Ради міністрів Казахської РСР при Раді міністрів СРСР.
У 1959—1961 роках — постійний представник Ради міністрів Казахської РСР при Раді міністрів СРСР.
3 січня 1961 — 4 квітня 1965 року — голова Президії Верховної ради Казахської РСР.
З квітня 1965 року — на пенсії.
Помер 23 лютого 1976 року в Москві.

## Родина
Дружина — Калієва Махлуза Каліївна. Четверо синів: Марат, Ерк, Аскар, Ернст.

## Нагороди
- орден Вітчизняної війни І ст. (1945)
- два ордени Трудового Червоного Прапора (1939,)
- два ордени «Знак Пошани» (1947, 1965)
- медалі